# Anabela Joaquim
Anabela Joaquim (née le 5 mai 1967) est une joueuse angolaise de handball féminin. Elle a fait partie de l'équipe d'Angola féminine de handball aux Jeux olympiques d'été de 1996 à Atlanta.

## Palmarès

### En équipe nationale
Jeux olympiques
- 7e place aux Jeux olympiques 1996

Championnats d'Afrique 
- Médaille d'or au Championnat d'Afrique 1989